# Juliette Élisa Bataille
Juliette Élisa Bataille (* 15. Juni 1896 im Département Pas-de-Calais; † 1972) war eine französische Künstlerin der Art brut.

## Leben
Juliette Élisa Bataille wurde am 15. Juni 1896 in Pas-de-Calais als drittes von zehn Kindern geboren. Im Jahr 1917 heiratete sie und zog zu ihrer Schwester nach Paris, während ihr Mann zur Armee eingezogen wurde. In Paris arbeitete sie als Verkäuferin und Straßenbahnfahrerin, später als Blumenhändlerin. Ihr Mann kehrte aus dem Krieg zu ihr zurück, doch er war gewalttätig, misshandelte und schlug sie. Mit etwa 40 Jahren erkrankte sie an psychischen Störungen und wurde zunächst in das Krankenhaus Maison-Blanche, später in das Hôpital de Ville-Évrard in einem Vorort von Paris eingewiesen. Dort begann sie zu zeichnen und zu sticken. Sie bestickte rechteckige Karten mit grobem Woll-, Baumwoll- und Seidengarn.
Juliette Élisa Bataille starb 1972.

## Werk
Ihre Werke sind oft Abbildungen von Gebäuden mit linearen, dynamischen Strukturen, Fenster und Dächer fest umrissen, Himmel und Fassaden sind mit großen flächigen Farbflächen ausgefüllt. Sie begann 1948–49 mit Pastellkreide auf Papier oder Karton zu zeichnen. Ihre Figuren sind mit kurzen, festen Strichen skizziert und durch die Verwendung von leuchtenden Farben erhöht sich die Ausdruckskraft ihrer Zeichnungen. Ihre gestickten Linien sind emotional aufgeladen und mit entschlossener Selbstsicherheit gesetzt. Sie schuf ihr Werk innerhalb von drei Jahren, etwa von 1948 bis 1951.
Juliette Élisa Bataille schenkt ihr Werk persönlich Jean Dubuffet, den sie zwischen 1948 und 1949 mehrmals im Krankenhaus traf.
Ihre Werke finden sich in der Sammlung der Collection de l’Art Brut in Lausanne.

## Ausstellungen (Auswahl)
- Art Brut in America: The Incursion of Jean Dubuffet, American Folk Art Museum, 2015[7]
- 2nd Biennale Collection De L’art Brut, Lausanne 2015[8]
- Jean Dubuffet’s Art Brut, the Origins of the Collection, Collection de l’Art Brut, Lausanne, 2016[9]
- jean dubuffets art brut.! die anfänge seiner sammlung, Museum Gugging, 2017[10]